# William Cranch Bond
Pour les articles homonymes, voir Bond.
William Cranch Bond, né à Portland (Maine) le 9 septembre 1789 et mort à Cambridge (Massachusetts) le 29 janvier 1859, est un astronome américain, un des pionniers de l'astrophotographie.

## Biographie
Bien qu'il n'ait jamais eu d'éducation formelle, il devient le premier directeur du Harvard College Observatory, où il étudie Saturne et explique la nébuleuse d'Andromède. En 1848 il découvre, avec son fils George Phillips Bond, Hypérion, un satellite de Saturne qui a la particularité de ressembler à une cacahuète. William Lassell fait indépendamment la même découverte.
Le père et le fils sont des pionniers de l'astrophotographie, en prenant le premier daguerréotype de l'étoile Véga en 1850 ainsi que la première photographie de la Lune.
Jules Verne le mentionne dans son roman De la Terre à la Lune (chapitre VI).